# Smack Smash
Smack Smash je čtvrté řadové album německé punk rockové kapely Beatsteaks, které vyšlo v roce 2004. Na albu pracoval jako producent výhradně Moses Schneider.

## Informace o albu
Kapela začala na albu pracovat v březnu 2003 a první skladby dotočila v říjnu v berlínském studiu Mamasweed.
Na albu se objevila píseň Hello Joe, která později vyšla i jako singl. Tato píseň je věnována památce Joe Strummera.
Jako první singl z desky vyšla píseň Hand in Hand. Když ji moderátor MTV Markus Kavka uváděl v premiéře řekl: „Beatsteaks byli vždy výborná kapela, ale tímto albem se posouvají mezi superstar, a tohle je to nejlepší, co jsem kdy od nich slyšel.“.
Druhým singlem byla píseň I Don't Care As Long As You Sing, jejíž klip se natáčel v Berlíně a byly v něm použity i záběry z koncertů. Poslední singl se jmenoval Hello Joe a ve videoklipu sizahrál i herec Jürgen Vogel.

## Seznam písní
1. "Big Attack" – 2:23
2. "Vision"– 2:49
3. "Ain't Complaining"– 2:48
4. "Hello Joe" – 3:28
5. "Hand In Hand" – 2:38
6. "Monster" – 2:02
7. "Everything" – 3:08
8. "I Don't Care As Long As You Sing" – 3:34
9. "Atomic Love" – 2:33
10. "Loyal to None" – 1:27
11. "What's Coming Over You" – 3:15
12. "My Revelation" – 1:43

## Umístění ve světě
| Stát      | Umístění      |
| --------- | ------------- |
| Německo   | 11 (39 týdnů) |
| Rakousko  | 19 (17 týdnů) |
| Švýcarsko | 74 (6 týdnů   |

## Singly
- Hand In Hand (15. březen 2004) videoklip
- I Don't Care As Long As You Sing (14. června 2004) videoklip
- Hello Joe (11. října 2004) videoklip
- Loyal to None (22. listopadu 2004) pouze jako vinyl živě na Rock am Ring 2007